# 生形貴重
生形 貴重（うぶかた たかしげ、1949年(昭和24年) - ）は、国文学者、茶道研究家、千里金蘭大学教授。専門は中世日本文学、茶道文化論。表千家茶道の普及・発展のため、講演や著述活動に従事。
大阪の表千家の茶家「生形朝宗庵」に生まれる。彫刻家・生形貴春（1948－　）は兄。1973年同志社大学文学部国文科卒、77年同大学院博士課程中退。同志社女子中高等学校教諭、大谷女子短期大学国際文化学科教授、国際文化学科長、千里金蘭大学看護学部教授、不審菴文庫運営委員。1985年『四部合戦状本平家物語全釈』で日本古典文学会賞受賞。

## 著書
- 『「平家物語」の基層と構造 水の神と物語』近代文芸社、1984
- 『茶心の背景 和歌と仏道』河原書店、1996
- 『利休の逸話と徒然草』河原書店、2001
- 『平家物語 古典への旅』五月書房、2005

### 共著
- 『茶道具を語る』戸田博共著 河原書店、2008

### 校注など
- 『山家集類題 西行上人歌集』宇野陽美共編 1990 和泉書院影印叢刊
- 『目なし草 一休水鏡注』宇野陽美共編 1990 和泉書院影印叢刊
- 『四部合戦状本平家物語全釈』早川厚一、佐伯真一共校注 和泉書院 2000‐12

## 参考
- [ISBN 978-4-7611-0168-8]
- J-GLOBAL
- 千里金蘭大学